# Paratettix feejeeanus
Paratettix feejeeanus är en insektsart som beskrevs av Bruner, L. 1916. Paratettix feejeeanus ingår i släktet Paratettix och familjen torngräshoppor. Inga underarter finns listade i Catalogue of Life.